# Zabrđe (gmina Plužine)
Zabrđe (cyr. Забрђе) – wieś w Czarnogórze, w gminie Plužine. W 2011 roku liczyła 26 mieszkańców.